# هنری، امپراتور لاتین
هنری فلاندرز (انگلیسی: Henry of Flanders; ح. 1176 – ۱۱ ژوئن ۱۲۱۶)، امپراتور لاتین قسطنطنیه از سال ۱۲۰۵ تا زمان مرگش در سال ۱۲۱۶ میلادی بود. وی یکی از فرماندهان اصلی ارش صلیبی طی جنگ صلیبی چهارم بود که طی آن قسطنطنیه توسط صلیبیون فتح و دولت لاتینی در آن شهر برقرار گردید.